# Teatro Comunale Risorti
Il Teatro Comunale Risorti è situato a Radicondoli.

## Descrizione
Ubicato nel centro storico del paese di Radicondoli, l'edificio che ospita il Teatro "Risorti" fu donato all'Amministrazione Comunale all'inizio degli anni venti del secolo scorso dalla famiglia Crocchi, a quel tempo proprietaria dell'immobile. Già prima della suddetta donazione l'edificio era sede di rappresentazioni culturali di vario genere. Una volta passato sotto la gestione comunale il suo utilizzo non fu modificato e continuò a ospitare spettacoli sia lirici che di prosa.
Vengono inoltre ricordate operette, rappresentazioni musicali varie e soprattutto molti concerti tenuti dalla Banda Comunale, della quale il Teatro "Risorti" ne era anche la sede.
Tutto questo avveniva nei trent'anni che vanno dal 1920 fino agli inizi del 1950: si tratta quindi di un'attività culturale che non cessò nemmeno durante gli anni della Seconda guerra mondiale.
Da questo periodo in poi il teatro subì un graduale mutamento del suo indirizzo. Lentamente divenne infatti sede quasi esclusiva del cinematografo del paese e sporadicamente venne adibito a sala da ballo per le feste paesane e a luogo di ritrovo per le assemblee pubbliche.
Il Teatro "Risorti" fu definitivamente chiuso al pubblico alla fine degli anni ottanta, dopo che già da un decennio la sua utilizzazione era sensibilmente decresciuta.
Nel 1999 furono intrapresi i lavori di restauro dell'ambiente che negli ultimi anni aveva subito delle consistenti trasformazioni.
Ad oggi la ristrutturazione è stata ultimata e l'edificio presenta le forme tipiche del teatro all'italiana, in grado di ospitare 67 posti a sedere e, nonostante le sue piccole dimensioni, può essere utilizzato per spettacoli in prosa, lirici, per concerti e incontri culturali.